# Spyros Magliveras
Spyros Simos Magliveras (* 6. September 1938 in Athen) ist ein griechischstämmiger US-amerikanischer Mathematiker und Informatiker.

## Leben und Werk
Magliveras studierte an der University of Florida mit dem Bachelor-Abschluss in Elektrotechnik (BEE) 1961 und dem Master-Abschluss in Mathematik 1963. Er wurde 1970 an der University of Birmingham bei Donald Livingstone in Mathematik promoviert (The subgroup structure of the Higman-Sims simple group). Davor war er Instructor an verschiedenen Universitäten in Florida, Systemanalytiker an der University of Michigan in Ann Arbor (Institute of Social Research) und Berater unter anderem für NBC.
Ab 1970 war er zunächst Assistant Professor und dann Professor für Mathematik an der State University of New York (in Oswego). Ab 1978 war er Professor für Mathematik und Informatik an der University of Nebraska-Lincoln, wo er seit 2000 Henson Professor Emeritus ist. Danach war er Professor an der Florida Atlantic University und seit 2003 Direktor des Center for Cryptology and Information Security.
Er war unter anderem Gastprofessor an der University of Birmingham (1984/85), an der Universität La Sapienza (Rom) und der University of Waterloo.
Magliveras befasste sich mit kombinatorischen Designs, Permutationsgruppen, endlichen Geometrien, Verschlüsselung von Daten (Kryptographie) und Datensicherheit.
Magliveras ist seit 1962 verheiratet und hat zwei Kinder.
2001 erhielt er die Euler-Medaille.